# Гольцгайм (Ной-Ульм)
Гольцгайм (нім. Holzheim) — громада в Німеччині, знаходиться в землі Баварія. Підпорядковується адміністративному округу Швабія. Входить до складу району Ной-Ульм. Складова частина об'єднання громад Пфаффенгофен.
Площа — 7,60 км2. Населення становить 1953 ос. (станом на 31 грудня 2020).

## Галерея

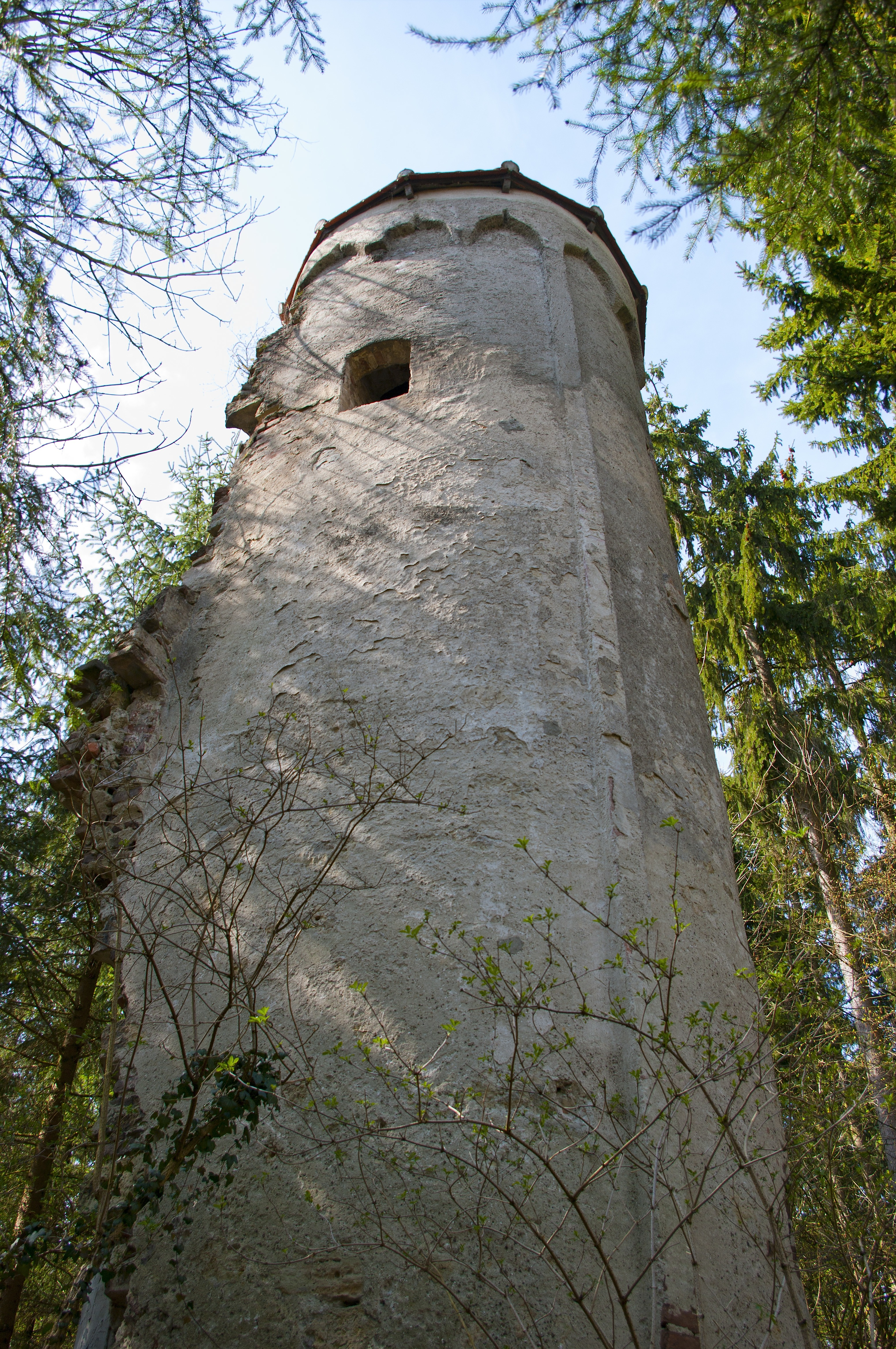